# Stéphane Zubar
Stéphane Zubar (* 9. října 1986 Pointe-à-Pitre, Guadeloupe) je francouzský fotbalový obránce původem z Guadeloupe, od roku 2011 působí v anglickém klubu AFC Bournemouth. Je bývalým reprezentantem Guadeloupe.
Jeho bratr Ronald Zubar je také fotbalistou.

## Klubová kariéra
Profesionální kariéru zahájil Zubar ve francouzském klubu SM Caen, kde hrával dříve v mládežnických týmech. Následovala hostování v Pau FC a belgickém FC Brussels. V letech 2009–2010 působil v Rumunsku v FC Vaslui, se kterým se dostal do finále Cupa României (rumunský fotbalový pohár, prohra ve finále na penalty s CFR Kluž). V roce 2010 odešel do Anglie, kde hrál nejprve za Plymouth Argyle FC a poté za AFC Bournemouth. V roce 2013 hostoval v Bury FC, v roce 2014 v Port Vale FC a v letech 2014–2015 v York City FC.

## Reprezentační kariéra
V roce 2011 debutoval v A-týmu Guadeloupe, konkrétně na Zlatém poháru CONCACAF 2011 v USA 11. června proti Kanadě (porážka 0:1). Odehrál i další zápas proti USA (opět prohra 0:1). Guadeloupe skončilo bez bodu na posledním čtvrtém místě základní skupiny C a bylo vyřazeno.